# 群馬県交通安全協会
公益財団法人群馬県交通安全協会（こうえきざいだんほうじんぐんまけんこうつうあんぜんきょうかい）は、群馬県内の地区交通安全協会を統括する交通安全協会。元群馬県知事所管。

## 概要
群馬県内の地区交通安全協会を統括する交通安全協会で、群馬県内での季節単位で開催する交通安全運動をはじめ、自動車・自動二輪車の運転免許更新の伝達・更新事務、申請書や収入証紙の委託販売業務、自転車などに貼る反射シールや車輪のスポークに貼る反射材などの交通安全グッズの頒布、交通安全功労者の表彰及び国や全国法人への表彰推薦などを事業としている。
また、運転技能向上のために直営の群馬県安全運転学校、群馬県自動車教習所、群馬県大型特殊自動車練習所を運営している。

## 下部組織
- 前橋交通安全協会
- 前橋東交通安全協会
- 大胡交通安全協会
- 高崎交通安全協会
- 藤岡交通安全協会
- 富岡交通安全協会
- 安中交通安全協会
- 伊勢崎交通安全協会
- 境交通安全協会
- 太田交通安全協会
- 大泉交通安全協会
- 館林交通安全協会
- 桐生交通安全協会
- 大間々交通安全協会
- 渋川交通安全協会
- 沼田交通安全協会
- 吾妻交通安全協会
- 西吾妻交通安全協会